# Allocotaphis
Allocotaphis (лат.) — род тлей из подсемейства Aphidinae (или Macrosiphini). Палеарктика.

## Описание
Мелкие насекомые зеленовато-коричневого цвета. Европейский борео-монтанный вид Allocotaphis quaestionis (Альпы, Карпаты, Кавказ) ассоциирован с растениями рода Яблоня (Malus; весной) и рода Крестовник (Senecio doronicum; летом). Вид Allocotaphis minensis найден в Китае на грушах вида Pyrus xerophila). Род был выделен в 1850 году немецким натуралистом Карлом Юлием Бернхардом Бёрнером.
- Allocotaphis minensis Zhang, G.-x., X.-l. Chen, Zhong & J.-h. Li, 1999[3]
- Allocotaphis quaestionis (Börner, 1942)[4]